# 평창 최씨
평창 최씨(平昌崔氏)는 강원특별자치도 평창군을 본관으로 하는 한국의 성씨이다. 시조는 고려에서 상서를 지낸 최유혁(崔有奕)이다.

## 참고 자료
- “평창최씨(平昌崔氏)”. 뿌리를 찾아서.[깨진 링크(과거 내용 찾기)]